# 麥克雷 (喬治亞州)
麥克雷（英語：McRae）是一個位於美國喬治亞州特爾費爾縣的城市。根據2010年美國人口普查，該地人口為5740人，而該地的面積約為11.40平方千米。同時該地也是特爾費爾縣的縣治。

## 地理
麥克雷的座標為32°03′52″N 82°53′54″W / 32.06444°N 82.89833°W，而該地的平均海拔高度為75米（即246英尺）。